# Pedro Fernández de Castilleja
Pedro Fernández de Castilleja (¿Castilleja de la Cuesta?, Sevilla, 1487-1574) fue un compositor, músico y poeta español del siglo XVI, maestro de Cristóbal de Morales, quien afirmó sobre él: "El maestro de los maestros españoles". Asimismo, fue maestro de gramática griega y latina.

## Biografía
Maestro de capilla de la Catedral de Sevilla y de los seises, niños cantores, de 1514 a 1568, siendo reemplazado por su discípulo Francisco Guerrero, quien lo reputa como unos de los músicos más importantes de su época. Antes de acceder a la Catedral sevillana, había sido catedrático de música en el estudio de San Miguel, también en Sevilla. Fue el primer beneficiario de la ración Magister puerorum, en 1514. Guerrero lo calificó como «el maestro de los maestros españoles». De sus composiciones, sólo se conservan algunos motetes, dispersos en varias iglesias españolas. Fueron notorias sus chazonetas y villancicos.
Al mismo tiempo enseñó la lengua griega y latina asociado con Pedro Núñez Delgado, catedrático de Latinidad en el Estudio de San Miguel de 1514 a 1535, quien le dedicó en 1521 una edición y comentario de las Lamentaciones de Jeremías. Compuso un epitafio en honor de Pedro Mexía, y dos epigramas preliminares para una obra impresa en 1569 de un antiguo discípulo suyo, Luis Mexía Ponce de León. También fue maestro de Juan de Mal Lara.

## Obras corales
- Salve Regina.
- O gloriosa domina.
- Deo dicamus gratias.
- Quo vulneratus insuper.
- Cuius corpus sanctissimo.
- Dispersit, dedit pauperibus.
- Heu mihi, domine.
- Sanctus.
- Alleluia. Nativitas tua.
- Villancico: «Compadre, guarda del cuerno / en verano y en invierno, / que aunque te parezca tierno, / duro lo hallarás tú. / Cucú, cucú, cucucú, / guarda no lo seas tú».[3]